# Achaetothorax coninckae
Achaetothorax coninckae är en tvåvingeart som beskrevs av Allen L.Norrbom och Papp 1994. Achaetothorax coninckae ingår i släktet Achaetothorax och familjen hoppflugor.
Artens utbredningsområde är Kongo. Inga underarter finns listade i Catalogue of Life.